# Bruno Konczylo
Bruno Konczylo, né le 26 août 1968 à Châteaudun (Eure-et-Loir), est un athlète français spécialiste du 800 mètres.

## Biographie
Comme beaucoup de pré-adolescents, Bruno Konczylo est attiré par le football. Mais, d'origine modeste, ses parents n'ont pas de voiture pour l'emmener aux entraînements et il ne peut pratiquer ce sport. Il vit à La Fringale, hameau de La Chapelle-du-Noyer près de Châteaudun, où il naît. Le sport ne fait pas partie de cette famille de cinq enfants. Lorsque sa sœur Fabienne participe à un cross scolaire et est repérée par l'OC Châteaudun, Bruno étant présent, le dirigeant l'incite à venir et il est conservé. 
Ses débuts s'apparentent à ceux des autres enfants : en école d'athlétisme où il touche à toutes les disciplines. En cadets, Konczylo pratique le 100 mètres qu'il trouve trop long et trop rapide. Après une saison blanche en raison d'une blessure, il s'entraîne plus dur en juniors sous la houlette de Philippe Besnard. Celui-ci l'aide à progresser sur la piste et à l'école, où Bruno a deux ans de retard. Sur les deux plans, les résultats suivent avec 10 s 78 sur 100 m, 21 s 60 sur 200 m, 47 s 09 en 400 m (titre national et record de France UNSS) ; le Bac puis un BTS comptabilité et gestion sont aussi décrochés.
Son niveau atteint sur le tour de piste en juniors 2e année lui vaut deux sélections en équipe de France. En 1988, il termine 3e des championnats de France de 2e division en 46 s 91 (record d'Eure-et-Loir) puis 7e des France A. Il participe à un match international espoirs à Poznań où il finit second en 46 s 83 derrière Stéphane Diagana. Fin 1990, Besnard quitte la région et Konczylo se tourne vers Poitiers et Gérard Lacroix : « je ne voulais pas me retrouver dans l'anonymat parisien ». Le sprinteur voit alors sa carrière s'accélérer : « techniquement je partais de loin. On a fait beaucoup de travail de pied ».
En 1991, il se qualifie pour la finale Nationale 2 qui délivre sept places pour les championnats de France N1. Une semaine plus tard, il se classe 4e du 400 m. Sans y avoir pensé, il est alors sélectionné en équipe de France de relais 4 x 400 mètres comme remplaçant pour les Championnats du monde de Tokyo : « je n'étais pas déçu de ne pas courir, c'était tellement inespéré de passer trois semaines au Japon ». Après une saison 1992 gâchée par une lésion aux ischio-jambiers malgré le titre de champion de France de N2, il opte pour le 800 mètres, moins exigeant musculairement mais qui lui parait long. Il fait un essai en salle et remporte la médaille de bronze aux Championnats de France sous les couleurs de l'A3 Tours, la seule de sa carrière où il ne court pas pour l'OCC. En été, il est de nouveau retenu comme remplaçant du 4x400 tricolore pour les Mondiaux.
Début 1994, il est sacré champion de France en salle avant d'aborder les championnats d'Europe organisés à Paris-Bercy. Dès les séries, il bat le record de France en salle en 1 min 47 s 66 puis se qualifie pour la finale. Son entraîneur Lacroix lui demande d'être patient pendant la course mais il la mène durant 500 m avant de se faire dépasser et même voir Ousmane Diarra effacer son record, deux jours après sa performance.
Début 1995, alors qu'il survole sa demi-finale des « France » en salle, il déclare forfait pour la finale sur un coup de mauvaise humeur afin de protester contre ses sponsors qui l'aident mais sans lui proposer de plan d'insertion professionnelle. En juin, lors d'un meeting à Dreux, il bat son record personnel (1 min 45 s 44), troisième performance française de l'histoire. En juillet, il s'adjuge le Meeting de Paris contre plusieurs des meilleurs coureurs mondiaux. Il est logiquement sacré Champion de France quelques semaines plus tard sur la même piste de Charléty en étant le premier Français, et malgré une bousculade. Début août, il s'aligne avec confiance aux Championnats du monde. En série, il se qualifie sans souci pour les demi-finales en terminant 3e en 1 min 46 s 44. Il finit 5e au tour suivant (1 min 48 s 05) pour quelques centièmes et est le premier éliminé. Deux semaines plus tard, il bat son record personnel au Meeting de Zurich (1 min 45 s 02).
En 1996, dernière occasion de participer aux Jeux olympiques d'été pour lui, il arrête de travailler. Il est jusque-là amateur et effectue 39 heures hebdomadaires comme comptable à l'office HLM de Poitiers. La saison estivale commence de façon prometteuse avec une 5e place en Coupe d'Europe et un 1 min 46 s 63. Malgré la perte de son père, il se qualifie pour les JO d'Atlanta. Troisième de sa série, il tente sa chance en prenant la tête pendant 400 m lors de la demi-finale mais il est trop juste dans le final et coupe la ligne en 7e position. En 1997, après une seconde place aux Championnats de France, son nouvel employeur, le Conseil général d'Eure-et-Loir, lui demande d'être davantage présent.
En 2015, Bruno Konczylo officie à la région Centre en tant que chargé du financement et du contrôle des CFA. Il est aussi trésorier de l'OC Châteaudun-Bonneval Athlétisme (OCCBA) et continue de courir en cross et marathon. Il a plusieurs fils dont l'aîné Téo est sacré champion de France cadets sur 800 m en 2015.

## Palmarès
Championnats de France d'athlétisme (1)
- vainqueur du 800 m en 1995
- 2e du 800 m en 1997

Championnats de France d'athlétisme en salle (1)
- vainqueur du 800 m en 1994
- 3e du 800 m en 1993

Meeting de Paris (1)
- vainqueur du 800 m en 1995

Records
- 800 m : 1 min 45 s 02 à Zurich le 16 août 1995